# Vor dem Spiegel (Kersting)
Vor dem Spiegel ist ein Gemälde des deutschen Malers Georg Friedrich Kersting (1785–1847). Das Werk entstand 1827 in Öl auf Holz und zeigt eine junge Frau, die sich vor einem Spiegel zum Ausgehen fertig macht.

## Beschreibung
Das Gemälde zeigt als Rückenfigur eine junge Frau im weißen Morgenkleid, die in ihrem Zimmer vor einem hohen Spiegel steht. Sie flicht ihr langes Haar zum Zopf und macht sich zum Ausgehen fertig. Direkt vor ihr auf der Konsole des Trumeauspiegels sieht man eine geöffnete Schmuckschatulle.
Rechts von der Frau befinden sich ein geöffnetes Fenster, durch das strahlendes Sonnenlicht einfällt, sowie ein Stuhl und ein Tisch mit modischer Ausgehkleidung. Auf dem Tisch liegen ein helles Sommerkleid samt Schultertuch und ein großer gelber Biedermeierhut mit breiter Krempe zum Anziehen bereit. Links von ihr steht an einem geschlossenen Fenster ein erblühender Rosenstock.

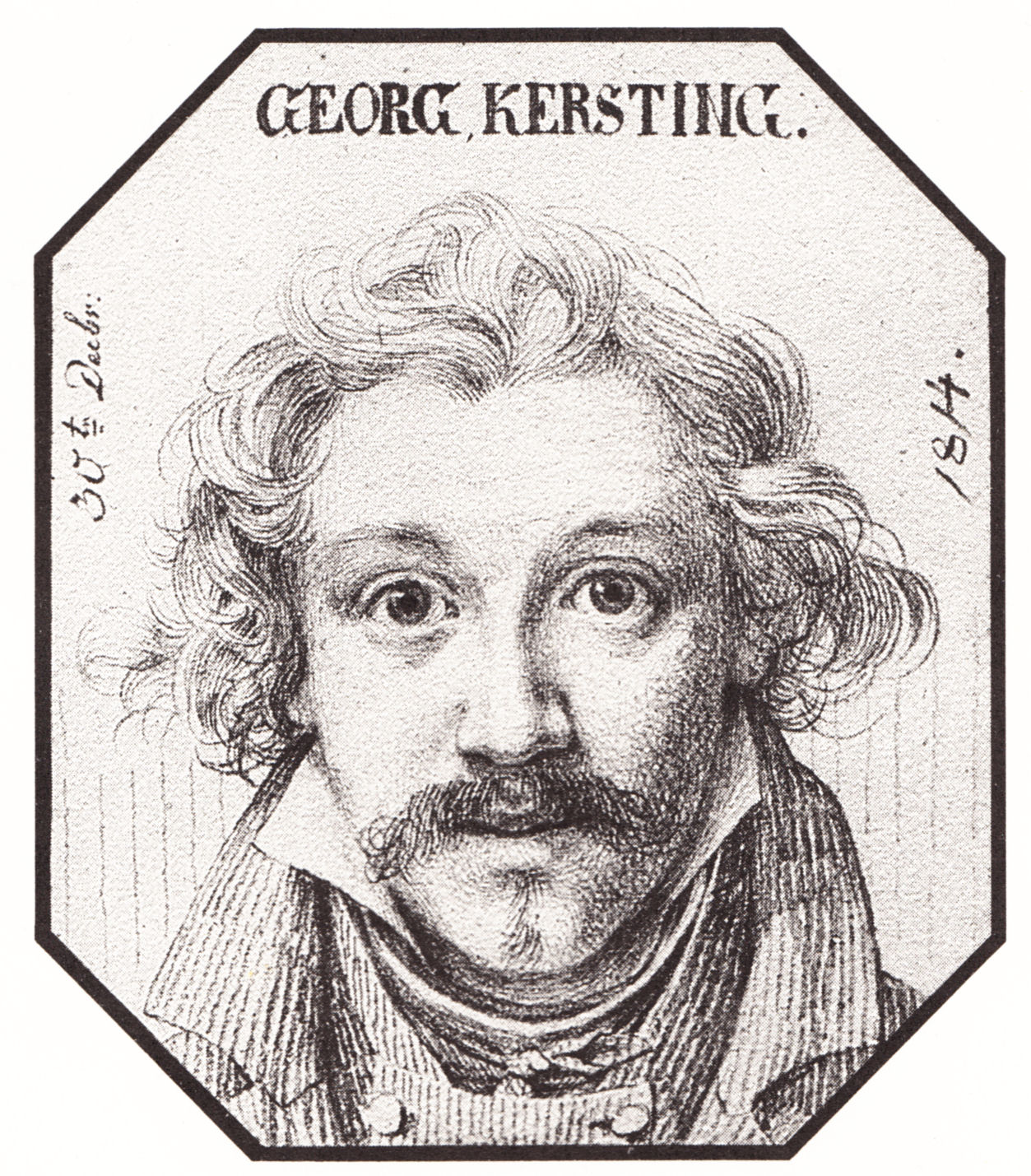
Georg Friedrich Kersting, 1814

## Deutung
Das Gemälde Vor dem Spiegel zeigt mit der jungen Frau im Morgenkleid ein für das Entstehungsjahr 1827 ungewöhnlich intimes Motiv. Dennoch wirkt die Szene keineswegs frivol, sondern völlig natürlich. Die Frau schaut selbstbewusst in den Spiegel hinein und konzentriert sich auf das Flechten ihres Zopfs.
Der dem Gemälde seinen Titel gebende Spiegel ist ein zweideutiges Symbol. Einerseits gilt er als Zeichen der Eitelkeit und der Wollust. Hierzu passen das lange Haar der Frau und die offene Schmuckschatulle. Andererseits symbolisiert ein Spiegel auch Selbsterkenntnis und Wahrheit.
Somit könnte diese widersprüchliche Deutbarkeit auch die Empfindungen der jungen Frau widerspiegeln. In ihrer Vorbereitung auf das Ausgehen liegt die noch ungewisse Hoffnung auf künftiges Glück. Hierauf deuten auch das strahlende Sonnenlicht und der erblühende Rosenstock hin.

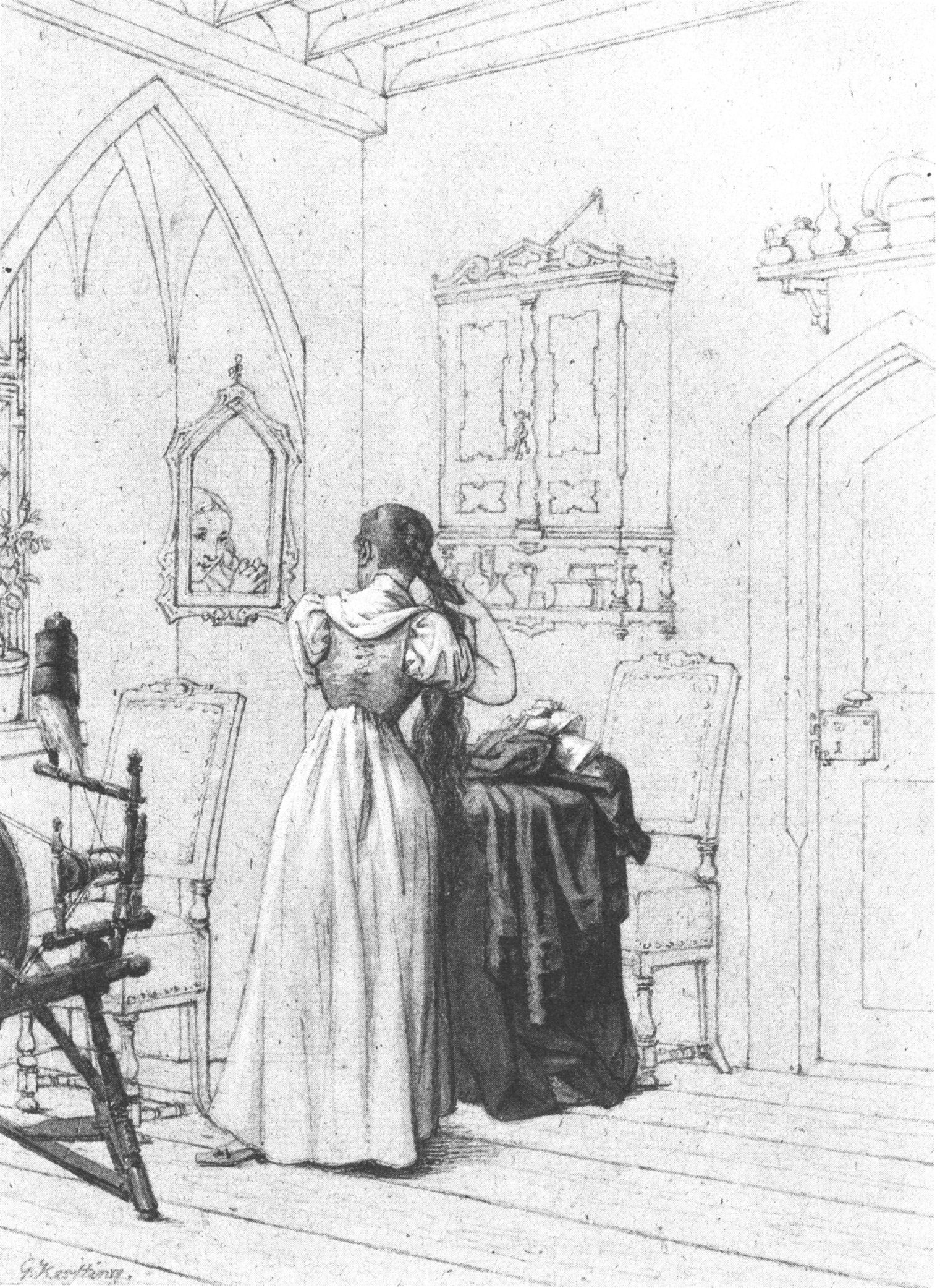
Gretchen vor dem Spiegel, 1827

## Einordnung ins Gesamtwerk
Georg Friedrich Kersting gilt als einer der bedeutendsten Vertreter der Interieurmalerei des Biedermeier. Er hat häufig Menschen in Innenräumen dargestellt und dabei verschiedene Motive immer wieder aufgegriffen. So werden die Personen oft einzeln beim Lesen oder Schreiben gezeigt. Modell standen ihm regelmäßig Personen aus seinem persönlichen Umfeld – besonders seine Frau Agnes, mit der er seit 1818 verheiratet war. Die intime Morgenszene Vor dem Spiegel ist vermutlich kein Porträt seiner Frau, weil Kersting häufig Idealbilder von Frauen darstellte. Das Motiv könnte aber durch Agnes inspiriert worden sein.
Kersting hat von seinen Gemälden häufig mehrere Fassungen angefertigt. So gibt es von seinen Werken Caspar David Friedrich in seinem Atelier und Die Stickerin jeweils drei Versionen. Auch von der jungen Frau, die sich vor dem Spiegel ihre langen Haare zu einem Zopf flicht, gibt es mindestens eine weitere Fassung. Die Bleistift-Zeichnung von 1827 zeigt allerdings die Figur des Gretchens aus Goethes Faust, die sich am Abend zum Schlafengehen fertig macht.
Ein oft wiederkehrendes Bildmotiv in Kerstings Werk sind geöffnete Fenster und Spiegel. Ein Beispiel hierfür ist das bereits erwähnte Motiv Die Stickerin von 1812, die am offenen Fenster sitzt und stickt. Ihr Gesicht spiegelt sich in einem Spiegel rechts von ihr. Links von ihr an der Wand hängt das Bild ihres Liebsten, das eine Ackerwinde als Symbol der Anhänglichkeit und Treue umrankt. Auf dem Fensterbrett stehen mehrere Blumentöpfe, darunter auch ein Rosenstock.
Ein weiteres Beispiel ist das Gemälde Paar am Fenster, das um 1815 entstand. Der Mann im schwarzen Gehrock hat seinen Zylinder auf der Fensterbank abgelegt und neigt sich der Frau zu, die ein helles Sommerkleid mit Schultertuch und Biedermeierhut trägt. Der Spiegel rechts von ihnen eröffnet den Blick auf den sonst nicht sichtbaren hinteren Teil des Raumes. In ihm spiegeln sich eine Récamière und eine Harfe – Symbole für Zweisamkeit und Harmonie.

Kersting: Drei Gemälde, ein ähnliches Motiv
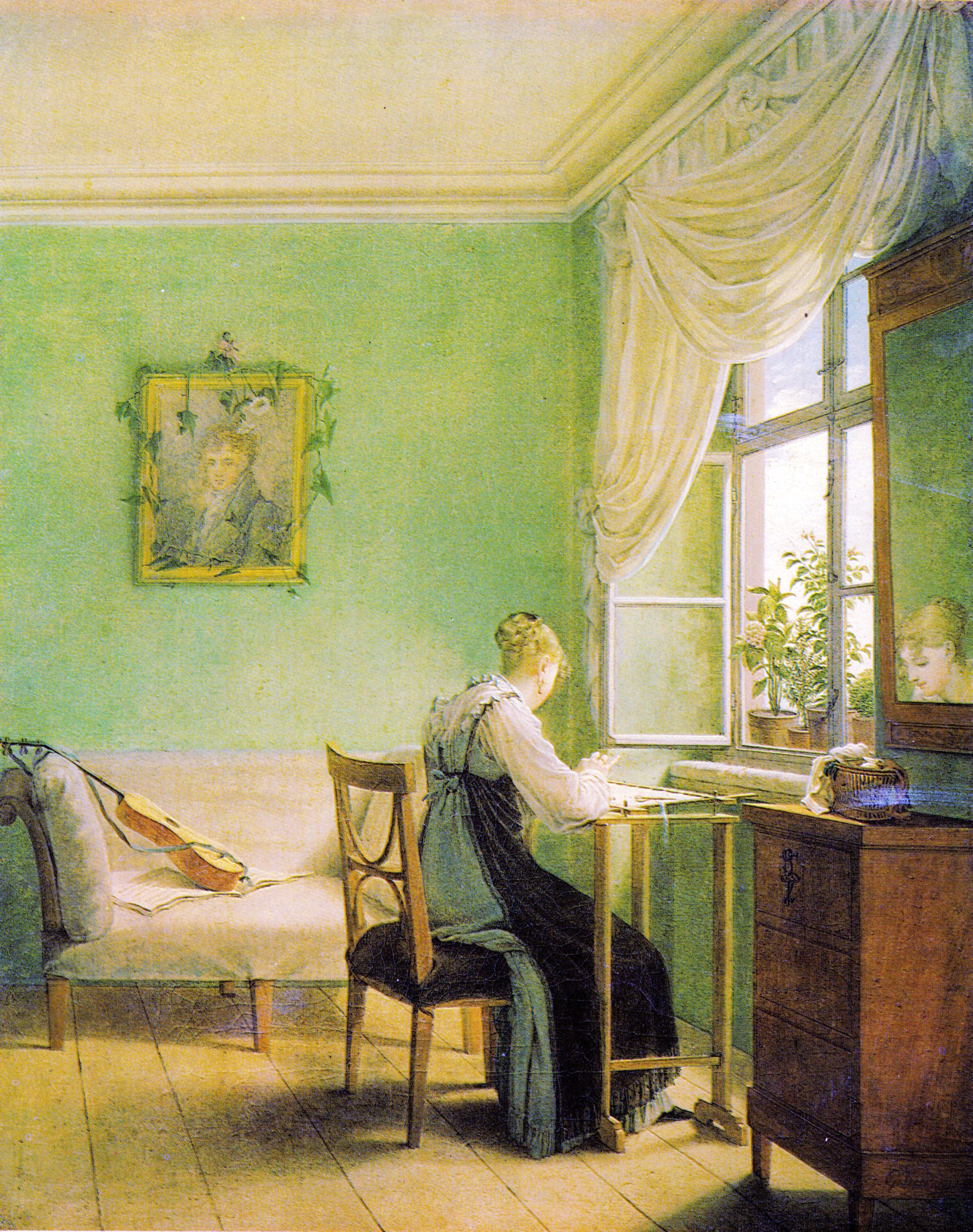
Die Stickerin, 1812
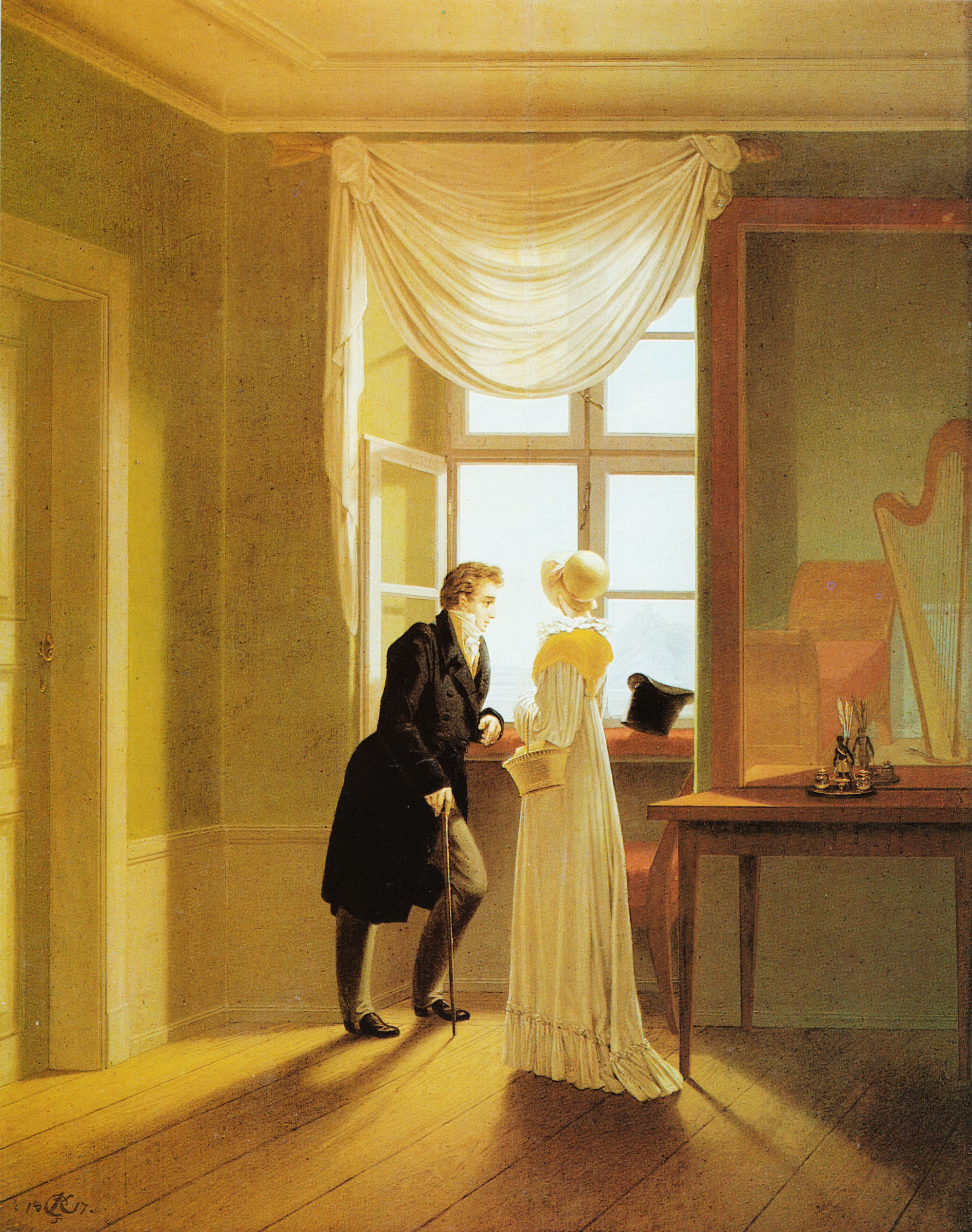
Paar am Fenster, um 1815
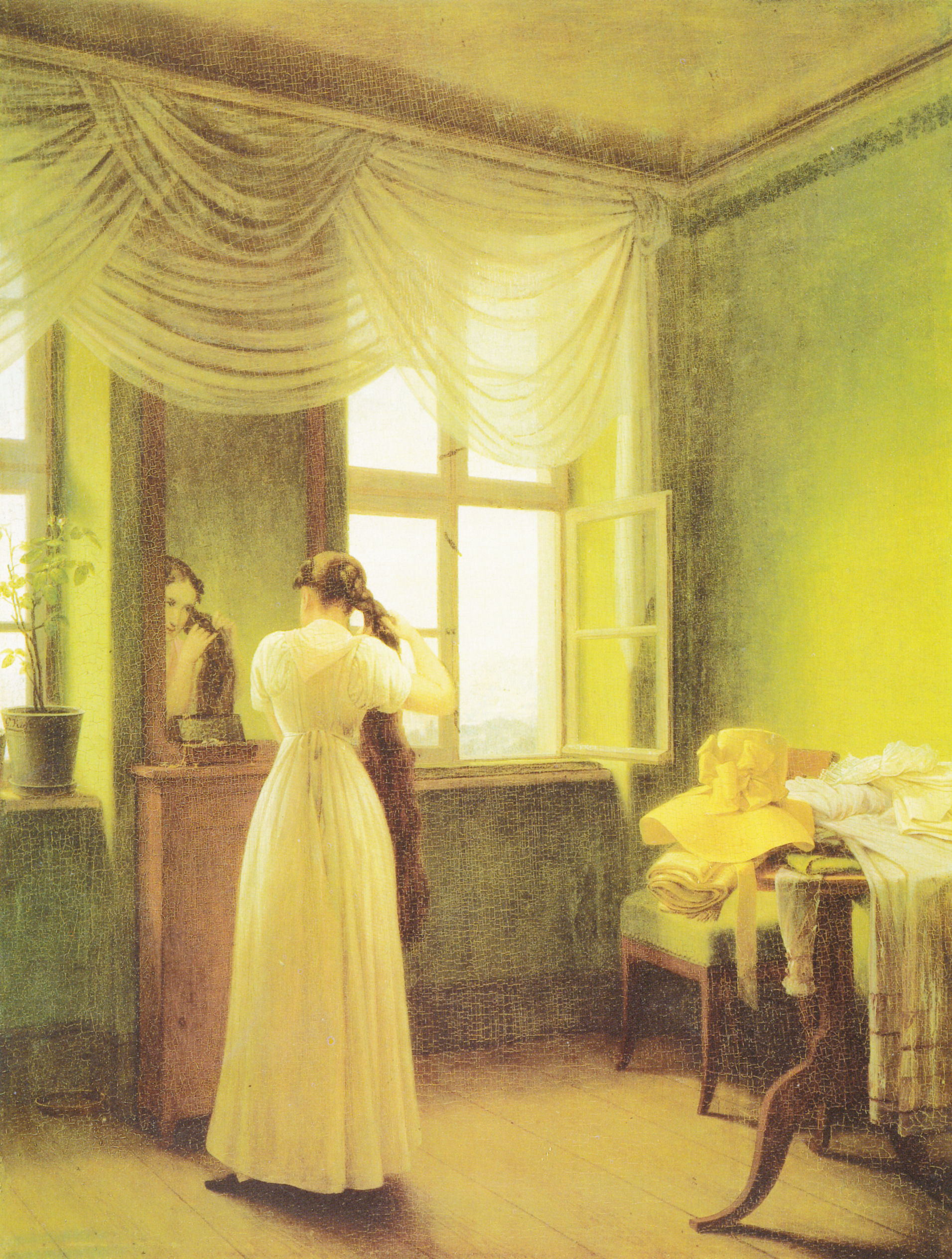
Vor dem Spiegel, 1827